# Simplygon
Simplygon ist eine 3D-Computergrafiksoftware zur automatischen 3D-Optimierung, die auf proprietären Methoden zur Erstellung von Detailstufen (LODs) durch Polygon-Mesh-Reduzierung und anderen Optimierungstechniken basiert. Seit der Markteinführung von Simplygon wurde das Produkt von einer Reihe von AAA-Spielstudios für Multiplattform-Spiele lizenziert und in Bereichen wie Architektur, 3D-CAD, 3D-Scan, 3D-Web und 3D-Druck eingesetzt.

## Geschichte
Das schwedische Unternehmen Donya Labs wurde 2006 in Linköping gegründet. Donya Labs entwickelte Simplygon mit der Vision, die Handhabung von 3D-Grafiken zu optimieren. Im Januar 2017 wurde Simplygon von Microsoft übernommen. Im Jahr 2019 wurde Simplygon Studios Teil der Xbox-Game-Studios-Abteilung.

## Anwendung
Verbreitete Spiel-Engines, wie Unreal Engine und Unity, unterstützen Simplygon als optionales Plugin, das jedoch separat lizenziert werden muss. Zu den bekannten Lizenznehmern gehören Spieleentwickler wie Cloud Imperium Games (Star Citizen), CD Projekt Red (The Witcher 3), Blizzard (Starcraft 2) und Rockstar Games (GTA V). Über 450 sogenannter AAA-Produktionen seien laut Hersteller bereits unter Einsatz von Simplygon entstanden und veröffentlicht worden, darunter Microsoft Flight Simulator, God of War, Halo Infinite, Forza Horizon 5 und Final Fantasy XIV.

## Auszeichnungen
- Simplygon gewann 2015 den TIGA Games Industry Award der Independent Games Developers Association in der Kategorie „Best Technology Innovation“.[11]